# 파리사 바흐타바르
파리사 바흐타바르(페르시아어: پریسا بخت‌آور, 영어: Parisa Bakhtavar, 1972년 ~ )는 이란의 배우, 영화 감독이다.